# Zoom Tour Live
Zoom Tour Live  fue un concierto tocado por la Electric Light Orchestra grabado originalmente para televisión, después lanzado como vídeo.

## Historia
Después del lanzamiento del álbum de 2001 Zoom, Jeff Lynne anunció una gira por América del Norte, su primera gira en 15 años. Un programa promocional de PBS fue grabado por más de dos noches consecutivas en CBS Television City en Los Ángeles.
La gerencia de la banda canceló repentinamente la gira (debido a bajas ventas de boletos) y el concierto fue lanzado en VHS y DVD por Image Entertainment. El DVD obtuvo un Disco de platino en Australia.
Jeff Lynne y Richard Tandy fueron los únicos miembros de la formación original que volvieron.
Todas las canciones tocadas en el concierto, excepto «Rock 'n' Roll Is King» y «All She Wanted» fueron lanzados ya sea en el álbum Electric Light Orchestra Live o en el VHS y DVD del concierto.
El encargado de la cámara en el concierto fue dirigido por Lawrence Jordan.

## Personal
- Jeff Lynne - vocalista, guitarrista líder, guitarra rítmica
- Richard Tandy - teclista, sintetizador, Vocoder
- Marc Mann - guitarrista líder, guitarra rítmica, teclista, vocalista trasero
- Matt Bissonette - bajista, vocalista trasero
- Gregg Bissonette - baterista, vocalista trasero
- Peggy Baldwin - violonchelo eléctrico
- Sarah O'Brien - violonchelo eléctrico
- Rosie Vela - vocalista trasera

## Pistas
1. «Do Ya»
2. «Evil Woman»
3. «Showdown»
4. «Strange Magic»
5. «Livin' Thing»
6. «Alright»
7. «Lonesome Lullaby»
8. «Telephone Line»
9. «Turn to Stone»
10. «Just for Love»
11. «Easy Money»
12. «Mr. Blue Sky»
13. «Ma-Ma-Ma Belle»
14. «One Summer Dream»
15. «Tightrope»
16. «State of Mind»
17. «Can't Get It Out of My Head»
18. «Moment in Paradise»
19. «10538 Overture»
20. «Ordinary Dream»
21. «Shine a Little Love»
22. «Don't Bring Me Down»
23. «Roll Over Beethoven»

- Datos: Q8074166